# Власов Василь Максимович
Василь Максимович Власов (рос. Василий Максимович Власов) (нар. 27 червня 1995 року, Москва, РФ) — російський державний діяч, політик. Депутат Державної Думи РФ VII скликання з 5 жовтня 2016 року. Член фракції «ЛДПР».

## Життєпис
Народився 27 червня 1995 року в Москві.
Навчався в середній школі № 1350 м. Москви з поглибленим вивченням математики та фізики.
У 16 років почав працювати в молодіжній організації ЛДПР.
Закінчив Московський педагогічний державний університет і інститут світових цивілізацій.
За професією — політолог.
Працював заступником керівника Московської молодіжної організації ЛДПР, був помічником Жириновського, керівником його приймальні, керівником Московської молодіжної організації ЛДПР. Вчиться в МПДУ на економічному факультеті.
Після виборів до Державної Думи РФ, Василь покинув пост керівника молодіжної організації ЛДПР.
18 вересня 2016 року — наймолодший депутат Держдуми РФ VII скликання.
У 2016—2019 роках — член комітету Державної думи з фізичної культури, спорту, туризму і у справах молоді.
У квітні 2019 року — перший заступник голови комітету ГД з природних ресурсів, власності і земельних відносин.

### Законопроєкти та ідеї
У жовтні 2016-го вніс законопроєкт, що дозволяє голосувати на виборах з 16-річного віку. Уряд не підтримав ідею.
В липні 2017-го пропонував скасувати статтю 282 КК Росії, або внести до неї зміни, також просив виключити відеоблогера Руслана Соколовського з федерального реєстру екстремістів
28 вересня 2017 — запропонував Денису Мантурову створити аналог інтернет-майданчика Alibaba під назвою «Добриня».
13 жовтня 2017 —запропонував давати вихідні метеочутливим людям у дні магнітних коливань.
17 жовтня 2017 — попросив мера Москви Собяніна створити в Москві Центральний будинок видеоблогера.
16 листопада 2017 — запропонував зобов'язати торговельні комплекси площею від 10 тис. м2 відкривати кімнати матері і дитини. Ідею підтримало Міністерство будівництва та ЖКГ РФ.
14 грудня 2017 — запропонував Міносвіти РФ ввести в школах 12-го класу навчання, а літні шкільні канікули продовжити на один місяць. Міносвіти ідею відкинуло.
12 січня 2018 — запропонував главі Міносвіти Ольги Васильєвої скасувати навчання по суботах.
15 лютого 2018 — запропонував замінити державні автомобілі чиновників на LADA Vesta.
21 лютого 2018 — запропонував створити єдину площадку для проведення передвиборних дебатів.
26 березня 2018 — запропонував організувати в школах урок про протипожежної безпеки.
21 травня 2018 — звернувся у Міністерство будівництва та житлово-комунального господарства РФ і Банк Росії, щоб ті дозволили давати іпотеку з 14-річного віку..
3 липня 2018 — запропонував віце-прем'єру Росії Тетяні Голіковій створити федеральне агентство з підтримки соціального підприємництва.
18 липня 2018 — запропонував вирішити до кінця року відвідувати музеї зі знижкою в 50 % росіянам, що мають паспорт вболівальника.
1 серпня 2018 — запропонував Уряду РФ ввести вихідні для людей, які страждають від серцево-судинних захворювань. Також 1 серпня запропонував міністру охорони здоров'я РФ Вероніці Скворцовій ввести для медпрацівників безкоштовний проїзд в громадському транспорті.
15 серпня 2018 — запропонував запровадити реєстрацію особистого електротранспорту.

## Санкції
Василь Власов голосував за постанову № 58243-8 «Про звернення Державної Думи Федеральних Зборів Російської Федерації до Президента Російської Федерації В.В. Путіна про необхідність визнання Донецької Народної Республіки та Луганської Народної Республіки» і тому підтримував та впроваджував дії та політику, які підривають територіальну цілісність, суверенітет та незалежність України.